# Limnophila (Limnophila) levidensis
Limnophila (Limnophila) levidensis is een tweevleugelige uit de familie steltmuggen (Limoniidae). De soort komt voor in het Australaziatisch gebied.